# تایپینگ (کشتی بادبانی)
تایپینگ (کشتی بادبانی) (به انگلیسی: Taeping) یک کشتی است که طول آن 183' می‌باشد. این کشتی  در سال ۱۸۶۳ ساخته شد.